# Curtomerus flavus
Curtomerus flavus är en skalbaggsart som först beskrevs av Fabricius 1775.  Curtomerus flavus ingår i släktet Curtomerus och familjen långhorningar.
Artens utbredningsområde är:
- Bahamas.
- Kuba.
- El Salvador.
- Guyana.
- Honduras.
- Guadeloupe.
- Montserrat.
- Filippinerna.
- Surinam.
- Venezuela.
- Martinique.

Inga underarter finns listade i Catalogue of Life.